# 만지니구

만지니 구

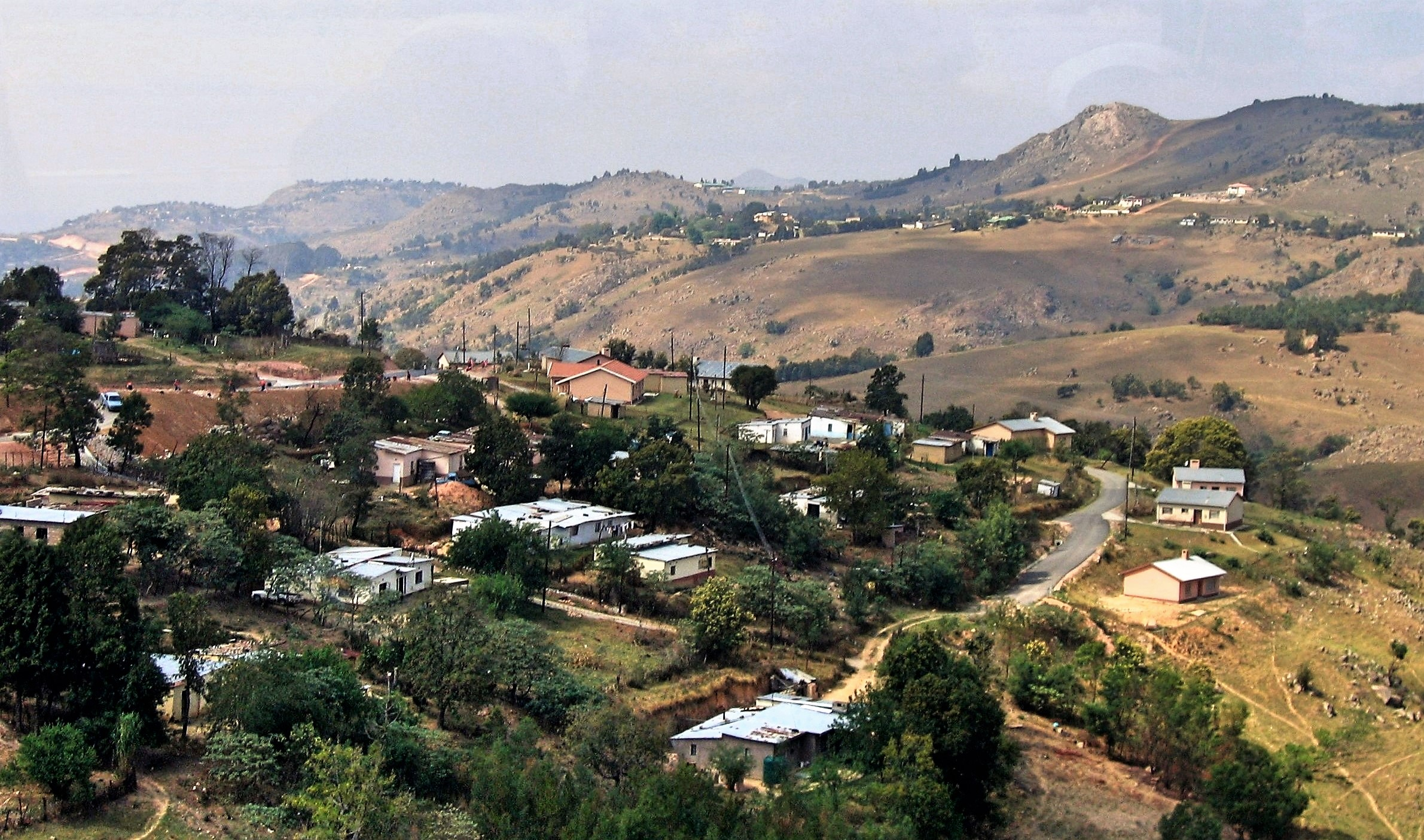
만지니구

만지니구(영어: Manzini Region)는 에스와티니 서부에 위치한 구로 행정 중심지는 만지니이며 면적은 5,068km2, 인구는 319 530명(2007년 기준)이다. 북쪽으로는 호호 구, 동쪽으로는 루봄보 구, 남쪽으로는 시셀웨니 구와 접하며 16개 군을 관할한다.